# Pomadasys jubelini
Pristipoma, Pristipome ordinaire
Espèce
Statut de conservation UICN

 LC  : Préoccupation mineure
Pomadasys jubelini, le Pristipoma ou le Pristipome ordinaire, est une espèce de poissons de la famille des Haemulidae qui se rencontre dans tous les milieux depuis l'eau douce jusqu'à l'eau de mer.

## Description
Pomadasys jubelini peut mesurer jusqu'à 60 cm de longueur totale mais sa taille habituelle est d'environ 45 cm.

## Répartition
Ce poisson se rencontre dans l'Atlantique est, sur les côtes africaines depuis la Mauritanie jusqu'à l'Angola mais également à Sao Tomé-et-Principe. Il est présent entre 9 et 115 m de profondeur.
Une observation faite en Inde demande à être confirmée.
Il y a eu beaucoup de confusion dans l'identification de Pomadasys jubelini, car cette espèce a été classée par erreur sous le nom de Pomadasys rogerii dans le Guide de la FAO de 1985.

## Systématique
Le nom valide complet (avec auteur) de ce taxon est Pomadasys jubelini (Cuvier, 1830).
L'espèce a été initialement classée dans le genre Pristipoma sous le protonyme Pristipoma jubelini Cuvier, 1830.
Ce taxon porte en français les noms vernaculaires ou normalisés suivants : Pristipoma, Pristipome ordinaire.
Pomadasys jubelini a pour synonymes :
- Pomadasis jubelini (Cuvier, 1830)
- Pristipoma jubelini Cuvier, 1830

### Étymologie
Son épithète spécifique, jubelini, lui a été donnée en l'honneur de Jean Jubelin (1787-1860), gouverneur français au Sénégal, localité type de cette espèce.